# Juan de Ferreras y García
Juan de Ferreras y García (La Bañeza, província de Lleó, 1 de juny de 1652 - Madrid, 8 de juny de 1735) va ser un religiós i erudit espanyol, acadèmic fundador de la Reial Acadèmia Espanyola.

## Biografia
Tenia orígens judaics, i per aixpo va haver d'estudiar en nombroses universitats i viure en diferents ciutats i mai no va poder optar als llocs que corresponien a la seva capacitat, pels quals exigia un estatut de neteja de sang. Va cursar els seus estudis en La Bañeza i al col·legi de la Companyia de Jesús de Monforte de Lemos; va estudiar filosofia amb els frares dominics del monestir de Trianos de Villamol i teologia a Valladolid i Salamanca.
En 1676 va ser rector de Talavera de la Reina, en 1681 d'Albares i en 1685 de Camarma de Esteruelas; destinat a la capital, en 1697 es va fer càrrec de l'església de San Pedro i en 1701 de la de San Andrés. Va ser confessor del cardenal Portocarrero, examinador sinodal de l'arquebisbat de Madrid i qualificador del consell de la Inquisició; bisbe electe de Monopoli i de Zamora, va renunciar a ambdues diòcesi, segurament a causa de les seves arrels judaiques.

En 1713 fou un dels fundadors de la Reial Acadèmia Espanyola i en 1715 va ser nomenat bibliotecari major de la recentment inaugurada Biblioteca Reial, en substitució del mort Gabriel Álvarez de Toledo, ocupació que va exercir fins a la seva mort; va reunir per formar el fons de la que seria futura Biblioteca Nacional gran nombre d'incunables, rars i prohibits, molts d'ells aconseguits a l'estranger burlant la mà censora de la Inquisició, de la qual ell mateix formava part.

## Obra
Va deixar escrita una obra en 16 volums, Synopsis històrica chronologica de España (1700-1727), en la qual relata la història d'Espanya fins a finals del segle XVI; es va traduir al francès completa enriquida amb notes històriques i crítiques sota el títol de Histoire Générale d'Espagne... (Paris: Gisset, G. Osmont, etc., 1742-1751, 10 vols.) per Vaquette d' Hermilly i a l'alemany (Algemeine Historie von Spanien, Halle: Gebauer, 1754-1772, 13 vols.) Blas Nasarre publicà un Elogio histórico de Don Juan de Ferreras (Madrid: Imprenta de la Real Academia Española, 1735).